# Elizabeth Shaw
Elizabeth Shaw è un personaggio immaginario della serie di film Alien e nell'universo fantascientifico ad esso collegato. Il personaggio fa il suo debutto in Prometheus (2012), interpretato da Noomi Rapace. Una devota cristiana, figlia d'un missionario, Shaw è rappresentata come una archeologa, ossessionata dall'idea di mettersi in contatto con gli Ingegneri, una razza aliena che lei ipotizza sia l'artefice del genere umano.

## Ideazione
La passione religiosa di Shaw e il suo desiderio di incontrare Dio sono uno dei temi centrali di Prometheus. Durante la produzione, per il ruolo di Elizabeth Shaw furono prese in considerazione Charlize Theron, Anne Hathaway, Natalie Portman, Gemma Arterton, Carey Mulligan e Abbie Cornish. Ridley Scott si interessò a Noomi Rapace nel 2009, dopo aver visto Uomini che odiano le donne. I due si incontrarono nel 2010, e Rapace fu assunta nel gennaio 2011. Per nascondere il suo accento svedese, Rapace fu preparata da un coach di dialetto per imparare a imitare un accento britannico.
Il personaggio fu generalmente ben ricevuto dai critici, venendo da molti paragonata ad Ellen Ripley (personaggio su cui Rapace si dichiarò "apatica"). Nella sua recensione a quattro stelle di Prometheus, Roger Ebert lodò l'interpretazione di Rapace come una degna continuazione del tema della donna forte ed indipendente stabilita dal personaggio Ellen Ripley nei film di Alien precedenti. Rapace fu candidata per il Choice Movie Breakout Award nei Teen Choice Awards 2012.
Il suo ritorno in Alien: Covenant fu incerto durante lo sviluppo del film, con dichiarazioni contraddittorie da parte di Rapace e dei produttori. Fu confermata che Shaw sarebbe tornata in un ruolo ridotto nel giugno 2016, con tutte le sue scene filmate in una sola settimana. Scene che poi verranno inserite nel prologo.

## Apparizioni

### Prometheus(2012)
Dopo aver scoperto nel 2089 un'arte rupestre illustrante una mappa stellare, con il suo compagno Charlie Holloway, la dottoressa Elizabeth Shaw convince Sir Peter Weyland, fondatore della Weyland Corporation, a finanziare una spedizione sul possibile pianeta d'origine della mappa: la luna LV-233. All'arrivo sulla luna dopo quattro anni di criostasi sulla nave Prometheus, Shaw e Holloway ipotizzano che la mappa stellare sia un invito da parte degli "Ingegneri", i presunti creatori dell'umanità. La spedizione scopre una nave contenente dozzine di cadaveri e una testa decapitata, che viene in seguito sottoposta ad un test genetico che conferma la teoria di Holloway e Shaw. Dopo un rapporto sessuale con Holloway, ignaro d'essere stato infettato da un fluido mutageno proveniente dalla nave aliena, Shaw rimane incinta di un embrione extraterrestre, che lei toglie chirurgicamente. Incontra Weyland, che aveva finto la sua morte e che intende mettersi in contatto con un Ingegnere ancora vivo, credendo che egli gli conferirà l'immortalità. Shaw conclude che gli Ingegneri avessero creato il fluido apposta per distruggere l'umanità, ed accompagna la spedizione di Weyland per incontrare l'Ingegnere. La spedizione si conclude però con la morte di Weyland e la decapitazione dell'androide David 8, responsabile per l'infezione di Holloway. Mentre l'Ingegnere riattiva la nave per recarsi sulla Terra, Shaw convince il capitano della Prometheus a sacrificarsi schiantandosi contro la nave aliena. L'ingegnere sopravvive all'impatto, e tenta di uccidere Shaw, ma viene interrotto e ucciso dalla creatura da lei nata, ormai raggiunto dimensioni colossali. Shaw e i resti ancora attivi di David prendono possesso di un'altra nave aliena, e si recano verso il pianeta degli Ingegneri per capire la ragione che essi avevano per sterminare l'umanità.

### Alien: Covenant - Prologue: The Crossing(2017)
Durante il viaggio verso il pianeta degli Ingegneri la dottoressa riparerà il droide David il quale, nonostante fosse responsabile della morte del suo amante, riesce a conquistare la fiducia della donna convincendola a passare il resto del viaggio in animazione sospesa, con la promessa di svegliarla all'arrivo. Il droide però si rivelerà un pazzo e all'arrivo sul pianeta rilascerà il liquido nero contenuto nella stiva sulla città degli alieni causando un'estinzione di massa sul pianeta.

### Alien: Covenant(2017)
Nel decennio successivo, David effettuerà degli esperimenti sulle creature mutanti nate dalla contaminazione degli animali del luogo con il liquido nero che culmineranno con la morte della dottoressa, usata come incubatrice per generare la prima generazione di uova di Xenomorfo. Questi ultimi verranno usati sugli sventurati membri dell'equipaggio della nave coloniale Covenant, attirati da un messaggio di soccorso spedito dalla dott.ssa Shaw dal pianeta degli Ingegneri attraverso la nave aliena utilizzata da Shaw e David.